# Broadgreen Hospital
El Broadgreen Hospital, situado en la localidad de su mismo nombre, Broadgreen, Liverpool (Reino Unido) es un gran hospital que forma parte del Royal Liverpool and Broadgreen Hospital NHS Trusts. Situado en la periferia de la ciudad, este centro hospitalario fue creado para el tratamiento de pacientes tuberculosos. Sin embargo, los bombardeos de la ciudad durante la Segunda Guerra Mundial, inutilizaron los hospitales del centro de Liverpool, con el consiguiente auge y desarrollo de el de Broadgreen hasta convertirse en un gran hospital general de distrito. 
De acuerdo con los dats publicados en la web del NHS, Broadgreen Hospital tiene 338 camas. Es centro de referencia de los departamentos de medicina y rehabilitación, dermatología y cirugía general y ortopédica. Destaca además su unidad de diálisis renal.